# Elena Vesnaver
Elena Vesnaver (Trieste, 21 febbraio 1964) è una scrittrice, regista teatrale e autrice di testi teatrali italiana.

## Biografia
Elena Vesnaver si diploma all'Istituto d'Arte Drammatica a Trieste nel 1983.
Nel 1982 inizia la sua collaborazione, che durerà fino agli anni '90, con la sede Rai di Trieste, prendendo parte a diversi sceneggiati radiofonici trasmessi sul territorio nazionale.
Nel 1986 lavora con la Compagnia teatrale La Contrada e prende parte allo spettacolo Bandiera con la regia di Francesco Macedonio.
Nel 1988 è tra i fondatori la Compagnia Teatrodellaluna che si occupa per diversi anni di teatro ragazzi e teatro di servizio. Nello stesso perioso si avvicina alla scrittura, redigendo i testi dei suoi spettacoli. Nel 2008 scrive e rappresenta Tutti mi chiamano bionda sulla vita delle operaie in filanda,
Le sue prime pubblicazioni sono libri per ragazzi, in seguito scrive noir e thriller: nel 2005 è terza classificata al concorso Profondo Giallo con La faccia nera della luna, che poco dopo pubblica a sé stante. A fine maggio 2007, con la Magnetica Edizioni, esce il suo libro Sixta pixta rixa xista, una storia di stregoneria ambientata nella Cormòns del Seicento.
Nel 2008 il suo minilibro Flor viene presentato al Pisa Book Festival. Le ragioni dell'inverno, un giallo dalle sfumature fosche, esce nel giugno 2009 e nello stesso periodo la casa editrice Lineadaria pubblica Cime Tempestose (odio i fantasmi) con le illustrazioni di Sandro Natalini.
Il monologo Un problema delicato è tra i vincitori del concorso per corti teatrali Mai detto, m'hai detto nel 2009 ed è a Porto Sant'Elpidio il 29 maggio durante il Festival di Microdrammaturgia.
Il monologo Un bel posto tranquillo ha avuto la menzione speciale dell'Istituto di Storia della Resistenza di Cuneo per il miglior testo a contenuto politico sociale, all'interno del concorso Per Voce Sola 2009.
Vesnaver collabora con il settimanale Confidenze, per il quale ha scritto diversi romanzi a episodi e romanzi brevi
Dal 2000 tiene corsi di lettura critica e ad alta voce e di scrittura creativa sia per adulti che per ragazzi.
Nel 2010 il progetto Notte di pioggia vince il primo concorso per cene con delitto, indetto dalla Compagnia Studionovecento.
Continua la progettazione di cene con delitto con La colpa è del cinese, rappresentato dalla Compagnia Teatrale Proscenium nel Triveneto.
Nel settembre 2011 è stata presente al Festival del Gotico a Roma con un nuovo murder game scritto per l'occasione.
Insieme a Giuseppe Mariuz, l'autrice firma per la sede RAI del Friuli-Venezia Giulia lo sceneggiato radiofonico in quattro puntate Pantera il ribelle tratto dall'omonimo libro che racconta la vita del giovane partigiano di San Vito al Tagliamento Giuseppe Del Mei. Collabora in qualità di regista e autore con la Compagnia Teatrale Proscenium, presso la quale tiene corsi di tecnica teatrale. Nel 2012 partecipa con un racconto a Sherlock Holmes in Italia (Delos),del quale una parziale ristampa è uscita su Il Giallo Mondadori Sherlock nel 2016.
Nel 2015 vince il Premio Scerbanenco@Lignano con il racconto giallo La ragazza di via Settefontane e il Premio Letterario Città di Verbania for Women con il racconto Tutti mi chiamano bionda.

## Opere

### Romanzi
- Le storie di Pozzo, Edicolors, 2002 - ISBN 8887119627
- Elide dov'è? Il mistero della bidella scomparsa, Edicolors, 2003 - ISBN 8888929010
- La faccia nera della luna, Magnetica, 2005 - ISBN 888988908X
- Strane storie d'amore, Castalia, 2006 - ISBN 8877011017
- Sixta pixta rixa xista, Magnetica, 2007 - ISBN 8889889322; Edizioni di Karta, 2011 - ISBN 9788897543046
- Le ragioni dell'inverno, A.Car, 2009 - ISBN 9788889079669
- Cime tempestose, Lineadaria, 2009 - ISBN 9788895734286

### Racconti
- Flor, in Lost Highway Motel, Cut-Up (2006)
- L'ora di andare, in Tutto il nero dell'Italia, Edizioni Noubs (2007)
- Il matto di Blackburne, in Giallo Scacchi, Edizioni Ediscere (2008)
- Pepesale in Guida Galattica dei Gourmet, Robin Edizioni (2008)
- Tutto cominciò che in Tratti (rivista), MobyDick (2008)
- Il buio di una storia in Assurdotempo e l’esatta logica Edizioni Corsare (2009)
- Cinque dita, due occhi in Onda d'Abisso L'Orecchio di Van Gogh (2010)
- Sottopelle, in L’oscura malinconia dei sensi, Demian Editore (2011)
- Teodora, la neve e le lops ta spongje in Lo sport in rosa, Perrone (2012)
- Sherlock Holmes e il caso dell'unicorno nero, in Sherlock Holmes in Italia, Il Giallo Mondadori (2016).

### Romanzi suConfidenze
- Amore & Caramello
- La vita secondo Giulietta
- Una stagione meravigliosa
- L'amore non è perfetto
- Sfida d'amore
- Adesso baciami
- Alto, bruno, bella presenza
- Il coraggio di fuggire
- Tre donne
- Un fiore nell'ombra
- Il prezzo della felicità
- L'amore inventato
- Portami via
- Come una favola
- Una lunga serata d'inverno

### Romanzi suIntimità
- Mare d'autunno
- Bugie e verità
- Cuore di vetro
- Il Club delle ragazze
- Il colore dei sogni
- Il sole nell'anima
- Magia di un bacio
- Non è solo un sogno
- Strappi dell'anima
- Tutto per amore